# Dave Laut
Dave Laut, född 21 december 1956 i Findlay i Ohio, död 27 augusti 2009 i Oxnard i Kalifornien, var en amerikansk friidrottare inom kulstötning.
Han tog OS-brons i kulstötning vid friidrottstävlingarna 1984 i Los Angeles. 